# Firth (Nebraska)
Firth je selo u američkoj saveznoj državi Nebraska. Prema popisu stanovništva iz 2010. u njemu je živjelo 590 stanovnika.